# Am Tannenwäldchen 7 und 10

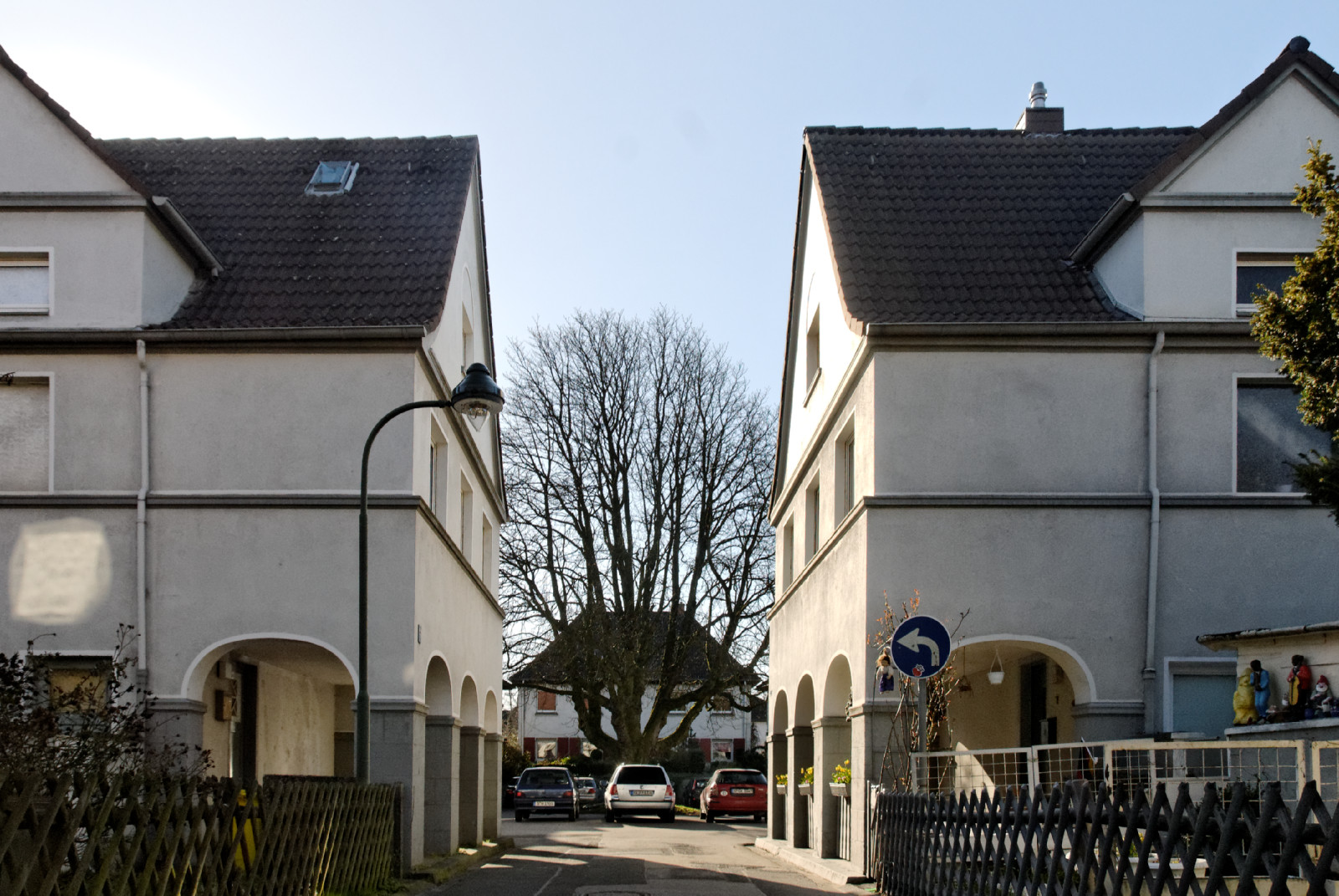
Am Tannenwäldchen 7 (links) und 10 (rechts)

Die denkmalgeschützten Häuser Am Tannenwäldchen 7 und 10 in Düsseldorf-Derendorf bilden ein Gebäudepaar, das 1919/1920 im Stil der Heimatschutzarchitektur erbaut wurde.

## Beschreibung
Die zweigeschossigen Gebäude sind giebelständig mit einem hohen Satteldach. Im Erdgeschoss befinden sich offene dreibogige Arkaden. Das Erdgeschoss ist vom Obergeschoss durch ein Gesims abgetrennt. Der Giebel wird von einem Gesims eingerahmt. Die beiden Gebäude stehen sich gegenüber und schließen die Straße nach Osten ab.